# Georg Mohr
Pour les articles homonymes, voir Mohr.
Jørgen Mohr (plus connu sous le nom de Georg(ius) Mohr) (né le 1er avril 1640 à Copenhague et mort le 26 janvier 1697  à Görlitz, en Saxe) est un mathématicien danois du XVIIe siècle qui a vécu aux Pays-Bas, en France et en Grande-Bretagne.

## Biographie
Georg Mohr établit un siècle avant Lorenzo Mascheroni l'important résultat que l'usage de la règle était superflu en géométrie d'Euclide. Sa démonstration fut publiée dans son ouvrage Euclides Danicus, mais n'attira pas l'attention à l'époque. Mascheroni redécouvrit cette propriété en 1797 en procédant différemment.
Oldenburg tient en haute estime son théorème géométrique, au point qu’il l’envoie à Leibniz, alors à Paris (p. 493-494). Leibniz formule un court éloge de Georg Mohr en réponse à l’envoi par Oldenburg de son théorème, en écrivant sur sa « Habileté en géométrie et en analyse » (p. 494 et p. de notes) Selon M. Rovere, le théorème de Mohr sera oublié jusqu’à ce que Lorenzo Mascheroni le reformule en 1797, si bien qu’on l’appelle aujourd’hui le théorème de Mohr-Mascheroni.
Il a voyagé en Angleterre puis en France en compagnie de Tschirnhaus.

## Œuvre
- Euclides Danicus, Amsterdam, 1672.

### Sources
1. ↑  « Le Clan Spinoza - Notes de l'auteur », sur leclanspinoza.com, 27 septembre 2017 (consulté le 26 octobre 2017).
2. ↑  Maxime Rovere, Le Clan Spinoza : Amsterdam, 1677, Paris, Flammarion, 2017, 560 p. (ISBN 978-2-08-133072-6), p. 467